# Belo Horizonte

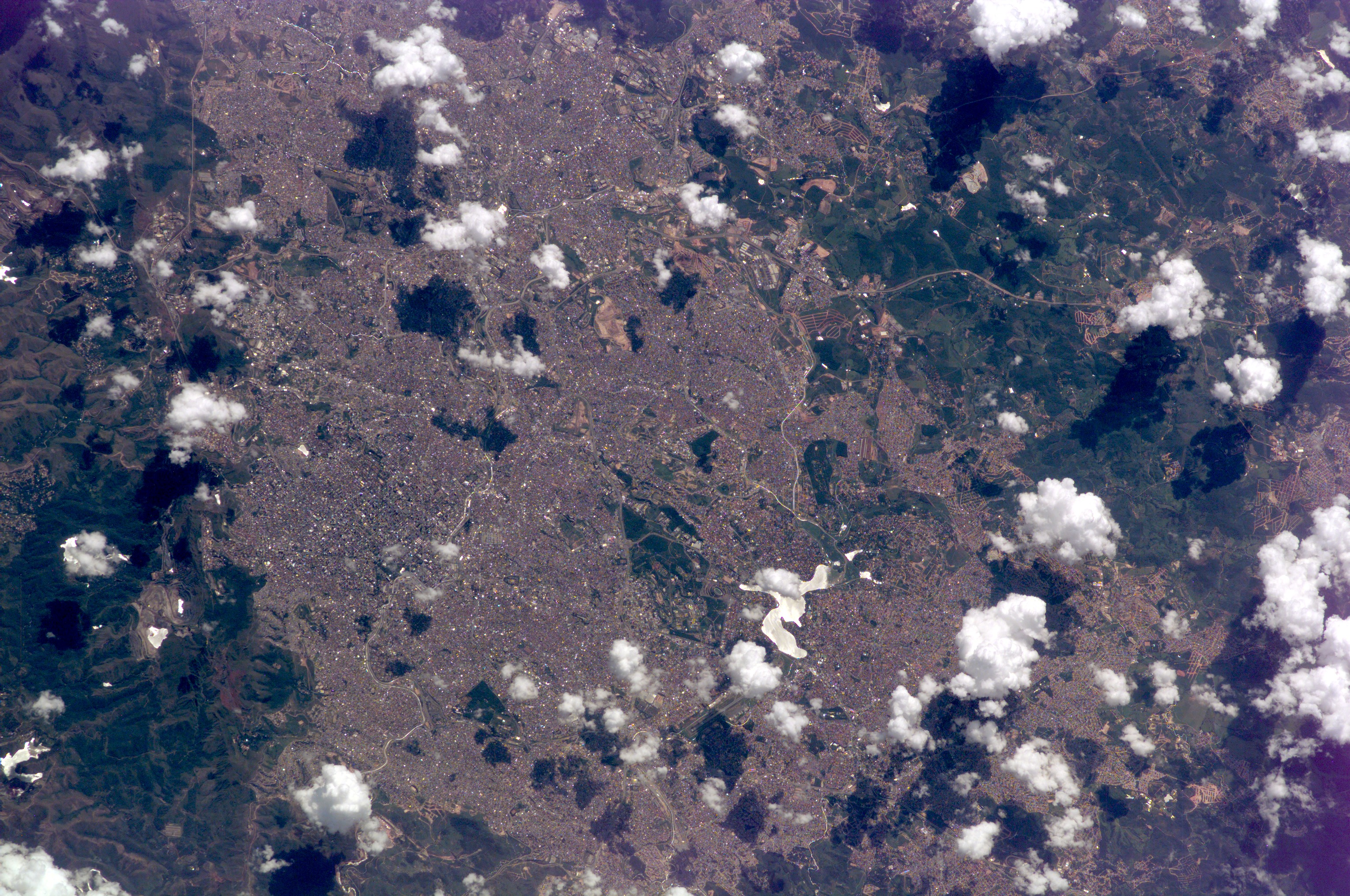
Zdjęcie satelitarne miasta

Belo Horizonte (wymowa: [ˌbɛloɾiˈzõtʃi]ⓘ) – miasto w Brazylii, liczące ok. 2,5 milionów mieszkańców, a razem z przedmieściami około 5 milionów.

## Historia
- 1890 – założenie kopalni
- 1897 – stolica stanu (zamiast Ouro Preto)
- po 1945 – szybki rozwój

## Atrakcje turystyczne
Miasto o zabudowie planowej podobnej do Waszyngtonu, znajduje się tam wiele dzieł znanych brazylijskich architektów Oscara Niemeyera i Lucio Costy - między innymi Estádio Mineirão.

## Kultura
Znajdują się tu dwa uniwersytety. Siedziba rzymskokatolickiej archidiecezji Belo Horizonte. W tym mieście bracia Max i Igor Cavalera założyli zespół Sepultura. Działa także polski konsulat honorowy. 

## Demografia
W 2017 roku zespół miejski Belo Horizonte zamieszkiwało 4 705 000 osób, co plasuje go na trzecim miejscu w kraju.

## Gospodarka
Belo Horizonte jest ważnym węzłem komunikacyjnym. Rozwinięty przemysł górniczy, odzieżowy, metalowy i spożywczy. Coraz większą rolę odgrywają nowoczesne dziedziny takie jak biotechnologia i informatyka.

## Sport
W mieście mają siedzibę kluby piłkarskie Atlético Mineiro, Cruzeiro EC i América Mineiro.

## Osoby związane z Belo Horizonte
- Marcelo Melo – tenisista, partner deblowy Łukasza Kubota
- Bruno Soares – tenisista
- Juscelino Kubitschek – polityk
- Max Cavalera, Igor Cavalera – muzycy

## Miasta partnerskie[3]
- Lagos, Nigeria
- Meksyk
- Nankin, Chiny
- Mediolan, Włochy
- Porto, Portugalia
- Düsseldorf, Niemcy
- Newark, Stany Zjednoczone
- Austin, Stany Zjednoczone
- Fort Lauderdale, Stany Zjednoczone
- Masaya, Nikaragua
- Grenada, Hiszpania
- Mińsk, Białoruś
- Luanda, Angola
- Tegucigalpa, Honduras
- Zahle, Liban
- Hims, Syria
- Trypolis, Libia
- Cuenca, Ekwador
- Hawana, Kuba